# Borválaszút
Borválaszút (románul: Crucișor) település Romániában, Szatmár megyében.

## Fekvése
Szatmár megye déli részén, a Bor-patak mellett, Szamosborhidtól délkeletre, Szamosveresmarttól délre fekvő település.

## Nevének eredete
Neve a magyar "többfelé ágazó út" főnévből keletkezett. A Szatmárról Nagybányára vezető főút elágazásában fekszik. Bor előtagját pedig az itt folyó Bor-patakról kapta.

## Története
A Borpatak mellett fekvő Válaszút település neve már 1390 körül feltűnt, mint királyi birtok, melyet Mária királyné Szász fiainak; Balknak, Drágnak és Jánosnak adományozott.
1394-ben az oklevelekben Valazuta néven tűnt fel.
1424-ben Bélteki Balk fia Sandrin és annak fiai János és László, valamint Balk testvére Drág és annak fiai György és Sandrin osztozkodtak a birtokon, nevét ekkor Walazwth-ként írták.
Válaszút a bélteki uradalom-hoz tartozott, és sorsuk is közös volt.
A települést a későbbiekben a gróf Károlyi család szerezte meg.
Borovszky a XX. század elején így írt a településről: " Válaszút (Borválaszút) kis község a Borpatak mellett, 135 házzal és 595 lakossal, akik közül 16 r.katolikus, 10 izr., 569 görögkatolikus. Határa 2413 khold… Ide tartoznak Langhammer és Mária Borsa tanyák. Körjegyzőség, posta, távíró és vasúti állomás helyben van.

## Nevezetességek
- A községnek két görögkatolikus temploma van, melyek közül az egyik 1888-ban, a másik 1891-ben épült.